# Mitch Booth
Mitch Booth est un skipper australien puis néerlandais né le 4 janvier 1963 à Sydney.

## Carrière
Mitch Booth obtient une médaille de bronze lors des Jeux olympiques d'été de 1992 à Barcelone en compagnie de John Forbes puis une médaille d'argent olympique dans la catégorie des Tornado lors des Jeux olympiques d'été de 1996 à Atlanta en compagnie de son coéquipier Andrew Landenberger. Il obtient également une médaille mondiale en 2003 et plusieurs médailles européennes en représentant les Pays-Bas.